# Ілляшенко Маргарита Петрівна
Маргарита Петрівна Ілляше́нко (нар. 23 серпня 1929, Сєров — пом. 1994, Київ) — український мистецтвознавець; член Спілки радянських художників України з 1979 року. Дружина художника Юрія Злидня.

## Біографія
Народиламя 23 серпня 1929 року в місті Сєрові (нині Свердловська область, Росія). 1968 року закінчила Київський художній інститут, була ученицею Платона Білецького.
Упродовж 1961—1971 років працювала у Києві інспектором-мистецтвознавцем Художнього фонду УРСР, у 1974—1976 роках очолювала відділ замовлень живописно-скульптур. комбінату. Померла в Києві у 1994 році.

## Наукова діяльність
Наукові дослідження у галузі теорії та історії мистецтва. Серед праць:
- вступна стаття до каталогу «Агитплакат» (Київ, 1943);
- стаття «Архитектор и художник: содружество или соседство» // «Строительство и архитектура», 1969, № 1;
- дослідження «Монументальное и декоративное искусство в архитектуре Украины» (Київ, 1975, у співатостві);
- альбом «Монументальное искусство городов и сел Украины» (Київ, 1975, у співатостві);
- книга «Літопис мужності» (Київ, 1978; у співавторстві);